# Reinhorn

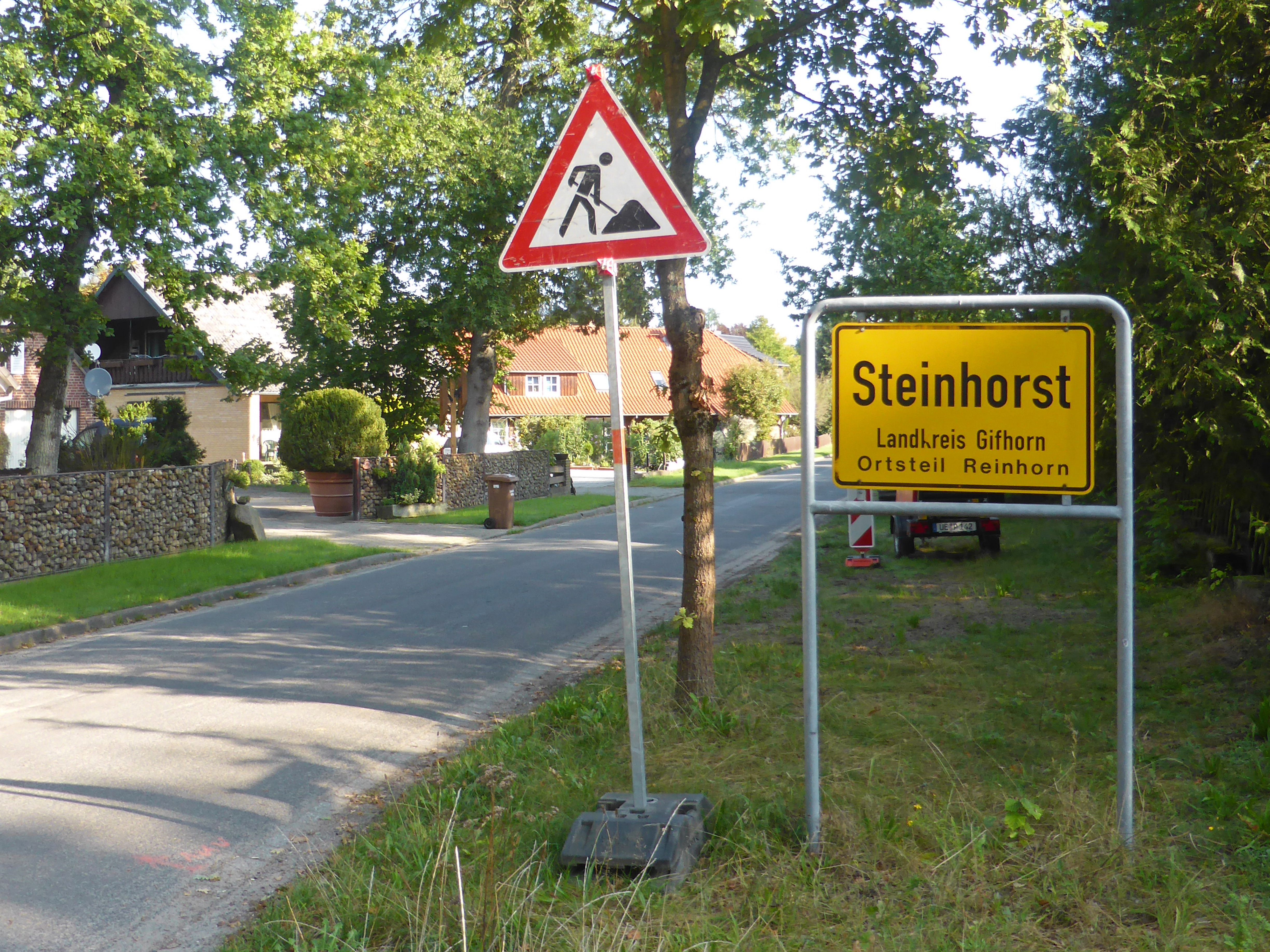
Ortseingang

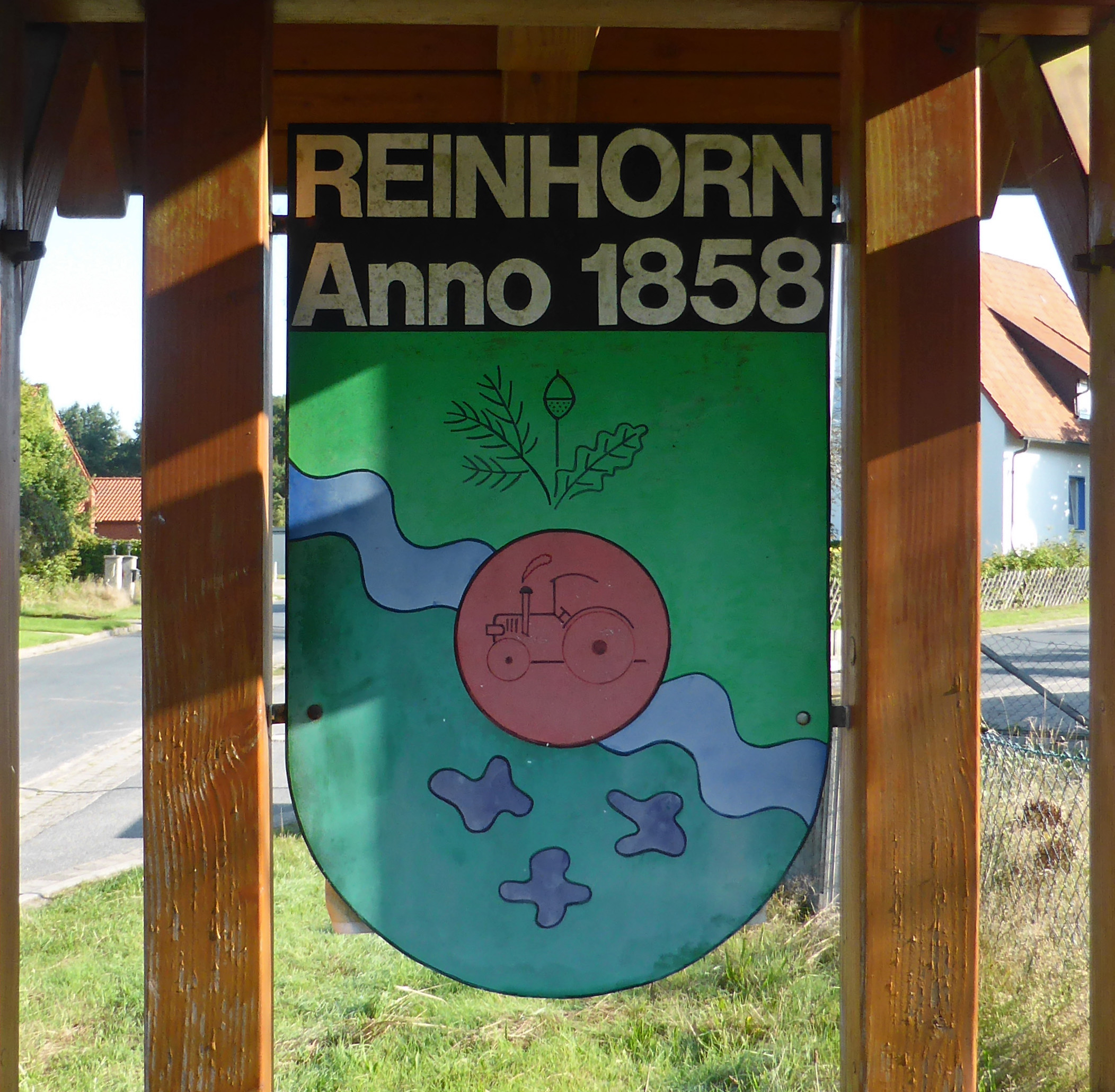
Wappenschild

Reinhorn, auch Im Reinhorn genannt, ist ein Ortsteil der Gemeinde Steinhorst im Landkreis Gifhorn in Niedersachsen mit rund 80 Einwohnern (Stand 2010).

## Geographie und Verkehrsanbindung
Die Siedlung Reinhorn liegt in rund 78 Meter Höhe über dem Meeresspiegel. Nördlich von Reinhorn befindet sich das Naturschutzgebiet Obere Lachte, Kainbach, Jafelbach, durch das die Lachte fließt. An der Lachte, rund 300 Meter von Reinhorn entfernt, befindet sich auch das 1954 erbaute Freibad Steinhorst. Rund 500 Meter südlich von Reinhorn wurde 1992 eine Kläranlage erbaut.
An Reinhorn führt die Landesstraße 282 vorbei, die 1863 als Chaussee von Celle nach Wittingen erbaut worden war. Sie führt im Westen über Steinhorst bis nach Celle und im Osten bis zum Großen Kain und der Bundesstraße 4. Linienbusse fahren von Reinhorn bis nach Hankensbüttel und Steinhorst. 
Rund einen Kilometer südlich von Reinhorn verläuft die 1904 eröffnete Bahnstrecke Celle–Wittingen; der nächstliegende Bahnhof war Steinhorst. 1974 wurde der regelmäßige Personenverkehr eingestellt, seitdem wird die Strecke nur noch für den Güterverkehr sowie als Museumsbahn genutzt.

## Geschichte und Infrastruktur

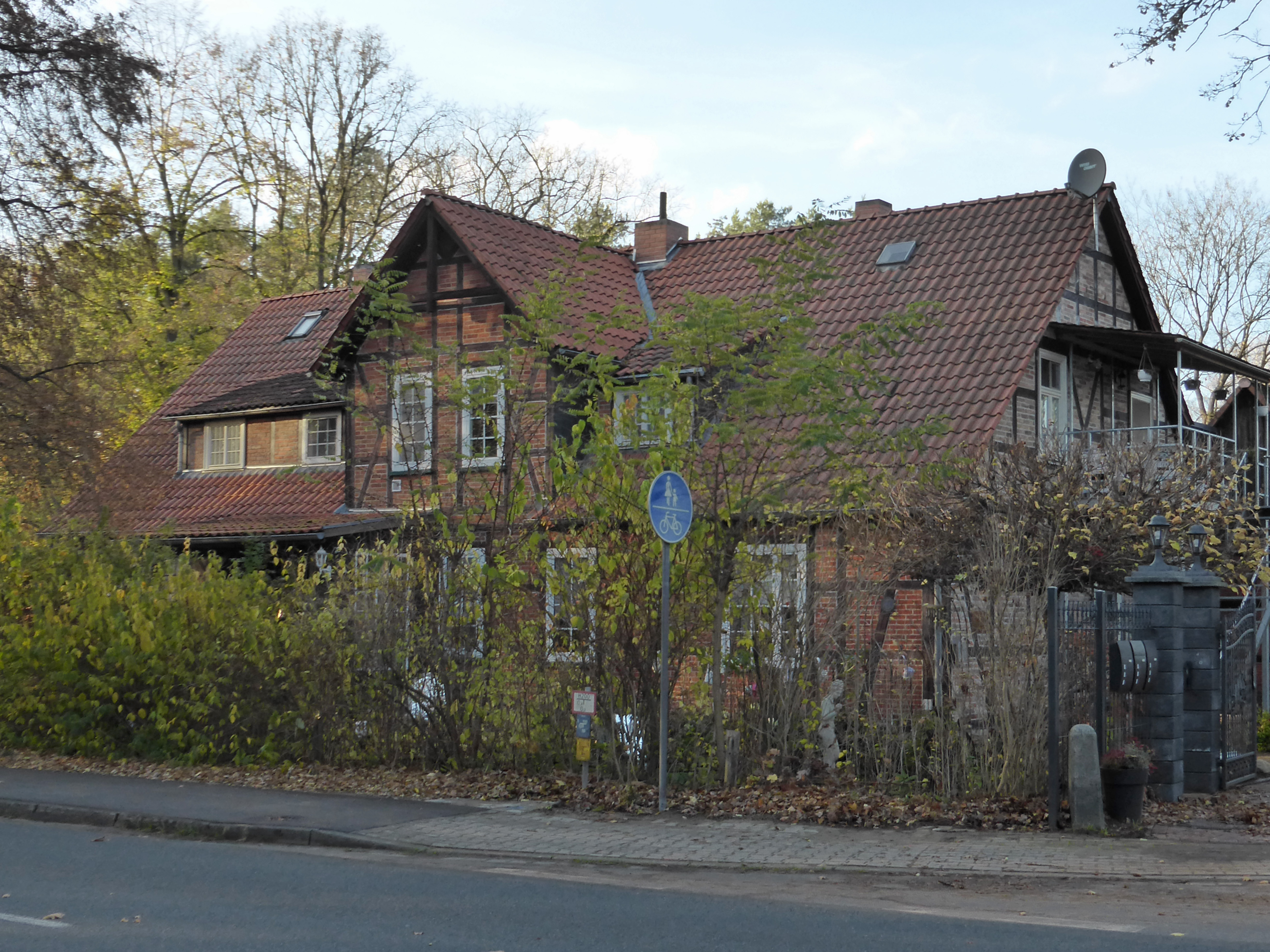
Ehemaliger Sommersitz des Freiherrn von Hammerstein

1912 errichtete Freiherr von Hammerstein einen Sommersitz in Reinhorn. 1926 wurde dieses Haus im Reinhornsweg 1 vom Norddeutschen Sport-Verband e. V. (NSV), der seinen Sitz in Hamburg hatte, erworben und 1927 als Erholungsheim Jugendheim Reinhorn eröffnet. Parallel dazu erwarb der Verband ein weiteres Haus in Steinhorst, das heutige Haus der Gemeinde. 1930 erfolgte im Reinhorn die Einweihung einer Badeanstalt. Sie lag an der Lachte und wurde durch den Norddeutschen Sport-Verband angelegt. 1954 wurde sie durch ein in der Nähe gelegenes neues Freibad ersetzt.
Bis 2014 befand sich der Jugendtreff der Gemeinde Steinhorst, genannt Bei Gertrud, südlich der Landesstraße 282, gegenüber der Siedlung Reinhorn, und zog dann in einen Raum der Grundschule Kunterbunt in Steinhorst um.
Der 1999 gegründete Verein Oldtimer Freunde Steinhorst e. V. hat sein Vereinsgelände in Reinhorn und veranstaltet jährlich ein Oldtimertreffen, an dem überwiegend historische Traktoren, aber auch Personenkraftwagenen, Lastkraftwagenen und Motorräder teilnehmen.
Der Waldkindergarten Waldkita wurde 2020 eröffnet und bietet 15 Plätze. Die zunächst vom DRK Kreisverband Gifhorn getragene Einrichtung wird seit 2021 vom Verein Wir sind draußen e. V. aus Barwedel betrieben.